# 妻たちの危険な関係
『妻たちの危険な関係』（つまたちのきけんなかんけい）は、1986年7月2日から同年9月24日まで日本テレビ系列の『水曜ドラマ』枠で放送されたテレビドラマ。主演は田村正和。

## 概要
東京・代官山を舞台に、共に別居している3組の夫婦が、それぞれ“一番大切なものは何か”を探し求めていくその姿をライトタッチで描いたコメディ。
フランス料理店を経営する敏彦の元から妻・靖子が家を出て行った。その靖子が離婚すると言い出し、敏彦は驚く。靖子は結婚した時から姑の智代とはうまく行っていなかった。靖子はマンションで一人暮らしを始め、そこでともに夫と別居中の梅子と真理子の二人の女性と出会う。一方、敏彦は靖子への心残りの余り、靖子と同じマンションに移り住むことに。

## キャスト
- 河村敏彦：田村正和 - フランス料理店「ロアトン」オーナーシェフ
- 岩下真理子：浅野ゆう子
- 永島梅子：木内みどり
- 永島群作：竹中直人 - 居酒屋「たこちゅう」チェーン社長
- 岩下修平：大竹まこと - 考古学者
- 高沢桃子：大山のぶ代
- 飯田澄子：友里千賀子 - 智代の秘書
- 永島優子：岩城英世 - 群作の長女
- 永島茂：冨田晋寛 - 群作の長男
- 浦沢瑠美：小田かおる
- 松田俊枝：鹿取容子 - 敏彦の妹
- 河村智代：丹阿弥谷津子 - 河村料理学校理事長
- バーテン・野中：田所完一
- 大西六郎：石井愃一
- 牧田進：和田賢司
- ホステス：三原世司奈
- ホステス：伊海田彩
- （たこちゅう店員）：青江薫、渡辺司、松本利香、橋本あゆみ
- （ギャルソン）：篠田薫、山寺宏一、和沢康司
- オカマ：花井京之助
- オカマ：羽場裕一
- コック：西尾徳
- コック：横尾三郎
- 歯科助手：内田美智代
- 早川プロ
- 牧野省一：岸部一徳 - 太田代総合病院の産婦人科医、高沢の後輩
- 高沢勇造：ケーシー高峰 - 敏彦と靖子の仲人、高沢歯科医院院長
- 藤森靖子：篠ひろ子

## 主題歌
- 『アヴァンチュリエ』（作詞：麻生圭子、作曲：山川恵津子、歌：風見りつ子）

## スタッフ
- 脚本：大原豊、水谷竜二、石塚道雄
- 音楽：田辺信一
- カメラ：片野憲司
- 照明：高羽昇
- スイッチャー：田口勝夫
- 音声：加藤栄二
- 音響効果：月岡弘
- 編集：中村勇
- VE：守屋誠一
- MA：大森良憲
- デザイナー：小村一朗
- 装飾：福田健一
- 装置：吉田直哉
- 持道具：小川和男
- 衣裳：山田秀夫
- メイク：佐藤愛子
- スタイリスト：おくだたかこ
- 特効：平井隆生
- 演出補：高木治生
- 記録：望月よね子
- 制作補：安念正一
- スチール：織田正史
- PR：野口和子
- タイトル：丸山能明
- 撮影協力：ザ・スポーツコネクション
- 衣裳協力：BOSCH、gaeinq、三崎商事（株）
- 協力：服部栄養専門学校、オサダの歯科機械、RESTAURANT PACHON、銀座ビストロシェモア 木村光男
- 制作協力：生田スタジオ
- プロデューサー：大久保豊、難波誠一
- 演出：田中康隆、細野英延、小山啓、水島総
- 製作・著作：日本テレビ

## 放送日程
| 話数 | 放送日       | サブタイトル         | 脚本     | 演出     |
| ---- | ------------ | -------------------- | -------- | -------- |
| 1    | 1986年7月2日 | 秘密離婚             | 大原豊   | 田中康隆 |
| 2    | 7月9日       | 代官山で愛して       | 大原豊   | 田中康隆 |
| 3    | 7月16日      | スキャンダラスな朝食 | 水谷竜二 | 細野英延 |
| 4    | 7月23日      | 遅すぎた情事         | 大原豊   | 細野英延 |
| 5    | 7月30日      | フォーカスされた外泊 | 水谷竜二 | 田中康隆 |
| 6    | 8月6日       | 眠れない噂           | 石塚道雄 | 田中康隆 |
| 7    | 8月13日      | 夏の夜の招待状       | 水谷竜二 | 小山啓   |
| 8    | 8月20日      | 予期せぬ抱擁         | 水谷竜二 | 水島総   |
| 9    | 9月3日       | 浮気離婚             | 水谷竜二 | 水島総   |
| 10   | 9月10日      | 別れの儀式           | 水谷竜二 | 水島総   |
| 11   | 9月17日      | 男女の秘密がバレる時 | 水谷竜二 | 細野英延 |
| 12   | 9月24日      | 愛よ永遠に           | 水谷竜二 | 田中康隆 |